# Монастир Михаїла Архангела (Уєхоцинго)
Монастир Михаїла Архангела (Уєхоцинго) (ісп. Convento de San Miguel Arcángel en Huejotzingo) — добре збережений фрацисканський монастир Михаїла Архангела в Уєхоцинго, штат Пуебла, Мексика. Низка споруд монастиря (без церкви) відведена під музей. Входить до світової спадщини ЮНЕСКО.

## Історія
Як відомо з історії, Іспанська монархія випередила інші країни атлантичного узбережжя у відкритті та захопленні нових островів і земель Америки. За наказом іспанського короля першою кам'яною спорудою кожного нового поселення в Америці повинна бути церква або собор. Це на століття поставило католицьку церкву в головах всіх суспільно-політичних процесів в колоніальних віце-королівствах.
Початок формування бароко в Італії припав на середину XVI ст. В Мексиці, котру загарбники іменували Нова Іспанія, в XVI ст. існувала суміш стилів, штучно привнесена завойовниками, котра складалась із провінційних варіантів короткого іспанського відродження, маньєризму і запізнілих зразків іспанського середньовіччя. Ченці різних католицьких орденів дотримувались кожний власної стилістики згідно з власними уставами і традицією. Суміш іспанських стилів XVI ст. і стане джерелами для формування барвистого мексиканського бароко.

## Монастирська церква

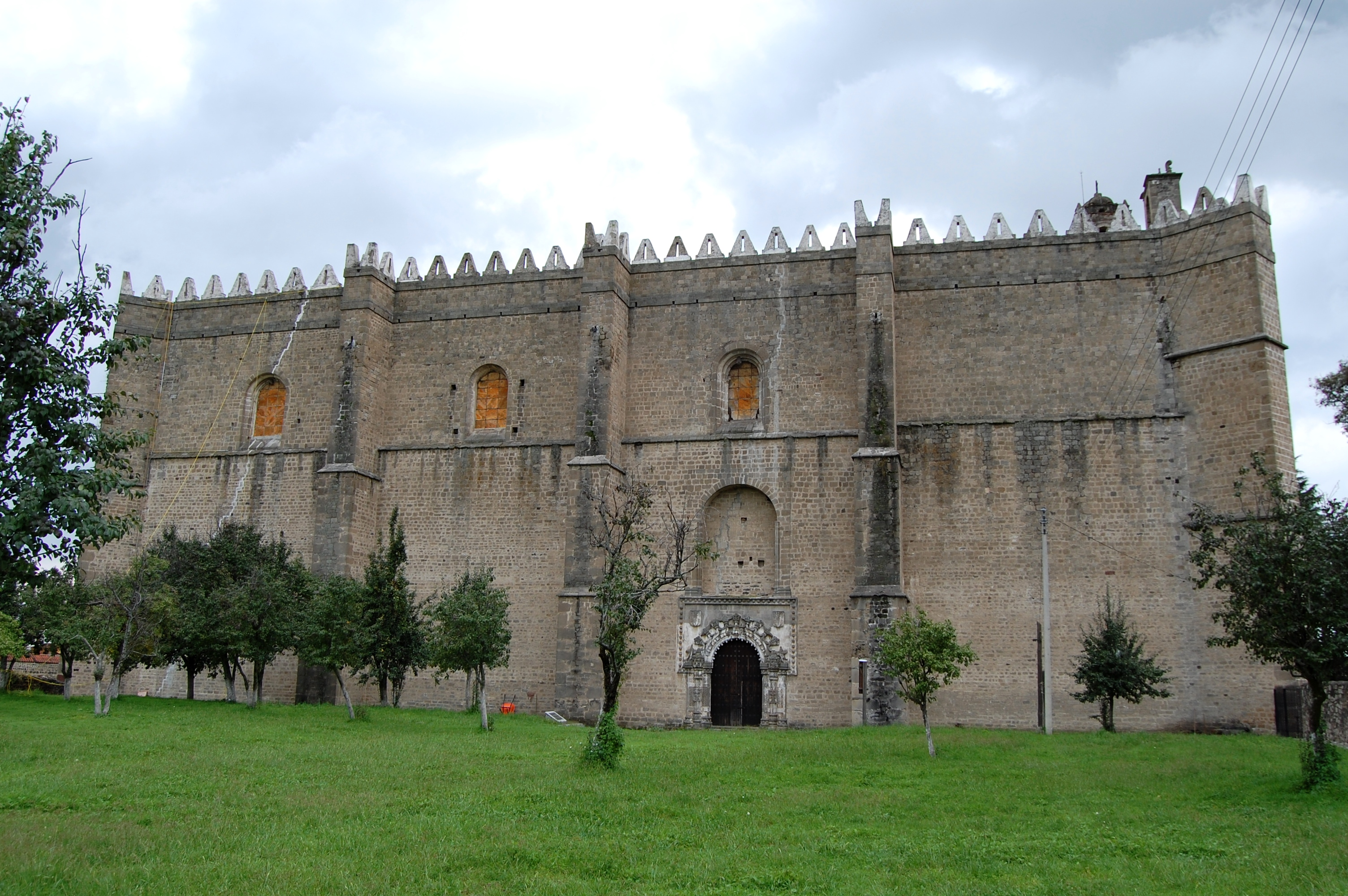
Бічний фасад монастирської церкви XVI ст.

Францисканці наполягали на нестяжанні і показовому жебракуванні. Тому декорування їх релігійних споруд не відрізнялось особливою пишнотою лише у порівнянні з іншими. Самі споруди францисканських монастирів не відрізнялись і велетенськими розмірами, були прикрашені балконами навіть тоді, коли споруди не були високими, а монастирські корпуси не перебільшували двох поверхів. Монастир Михаїла Архангела вибудований в суміші архіїчних, ще середньовічних стилів з використанням романських і пізньоготичних стилів. Монастирська церква має лише одну наву, невелику кількість вікон і зберігає майже фортечний, оборонний характер. Надзвичайно спрошений характер зберіг і її головний фасад, де на тлі порожніх стін виділяється лише великий, але спрощений за малюнком портал.

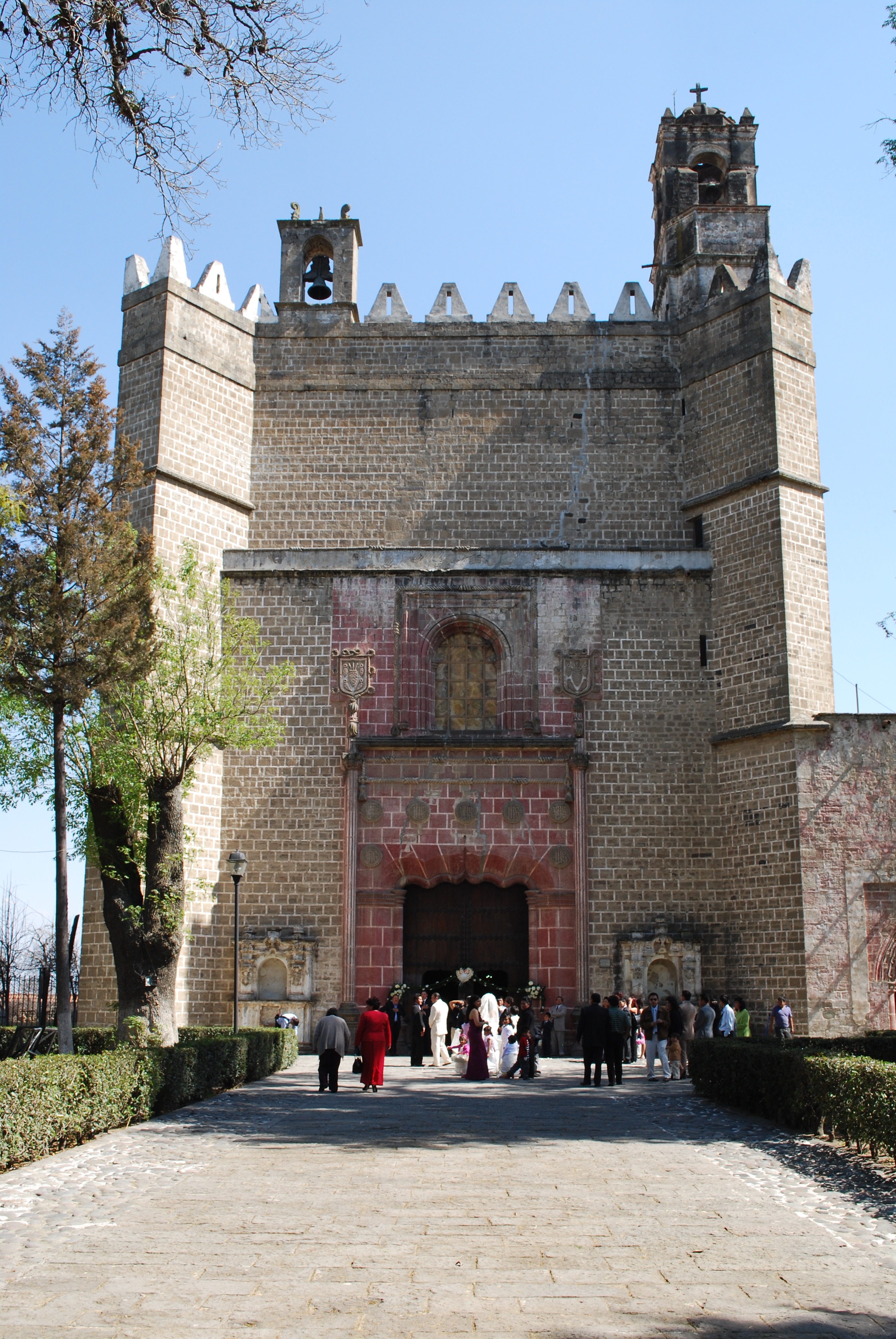
Головний фасад монастирської церкви
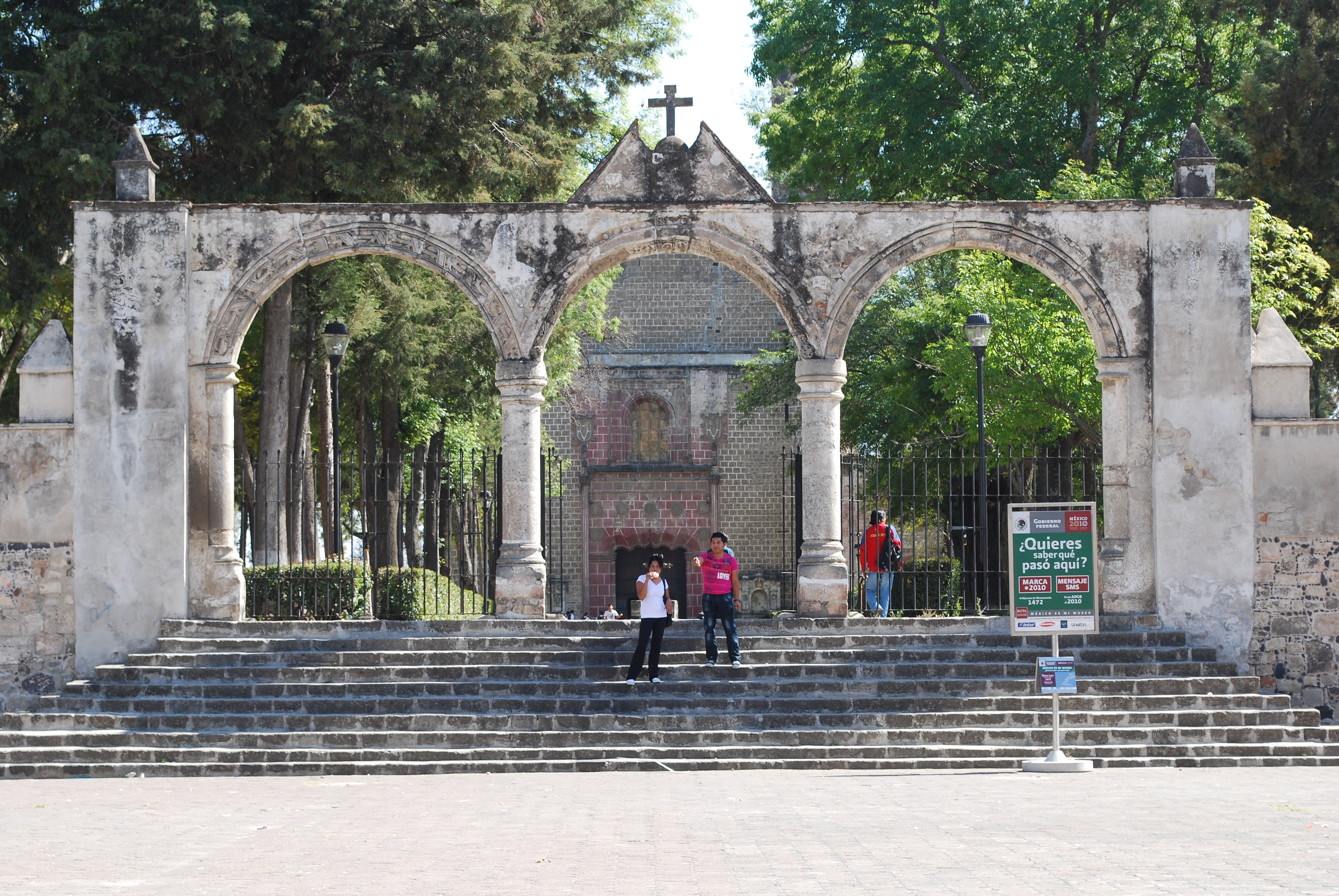
Три арки головної брами
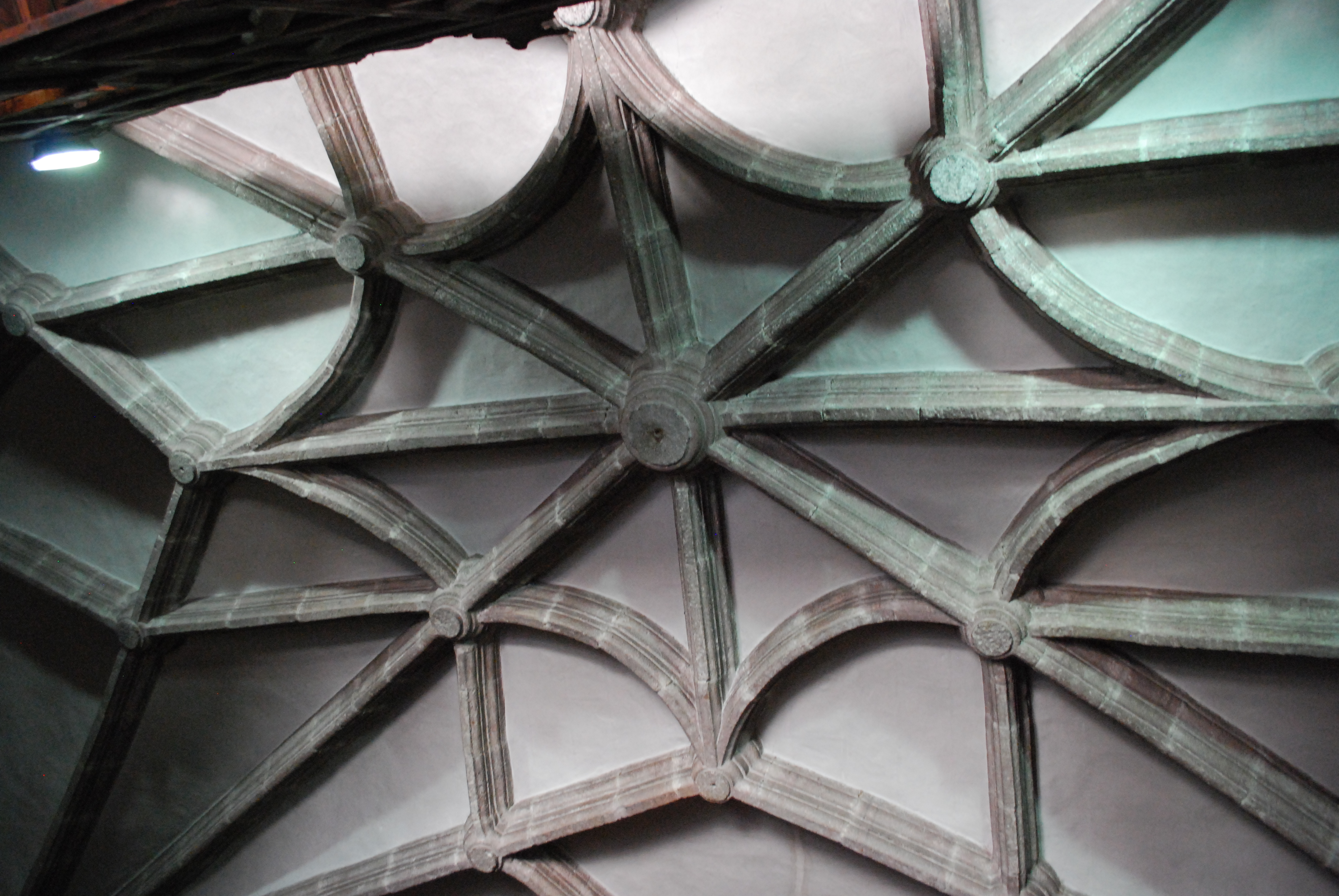
Монастирська церква, готичні склепіння хору над органом
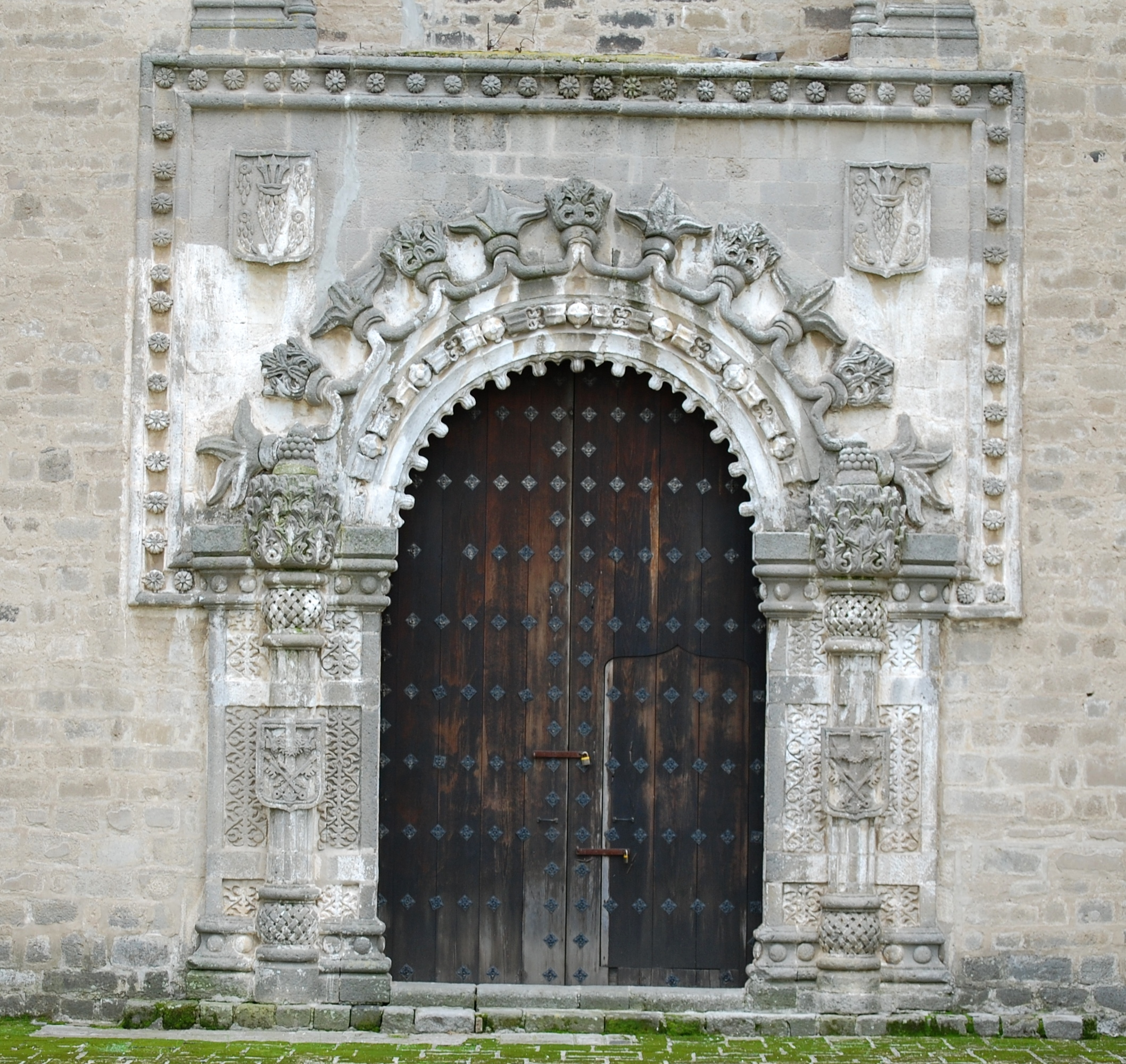
Церква монастиря, декор бічного портала
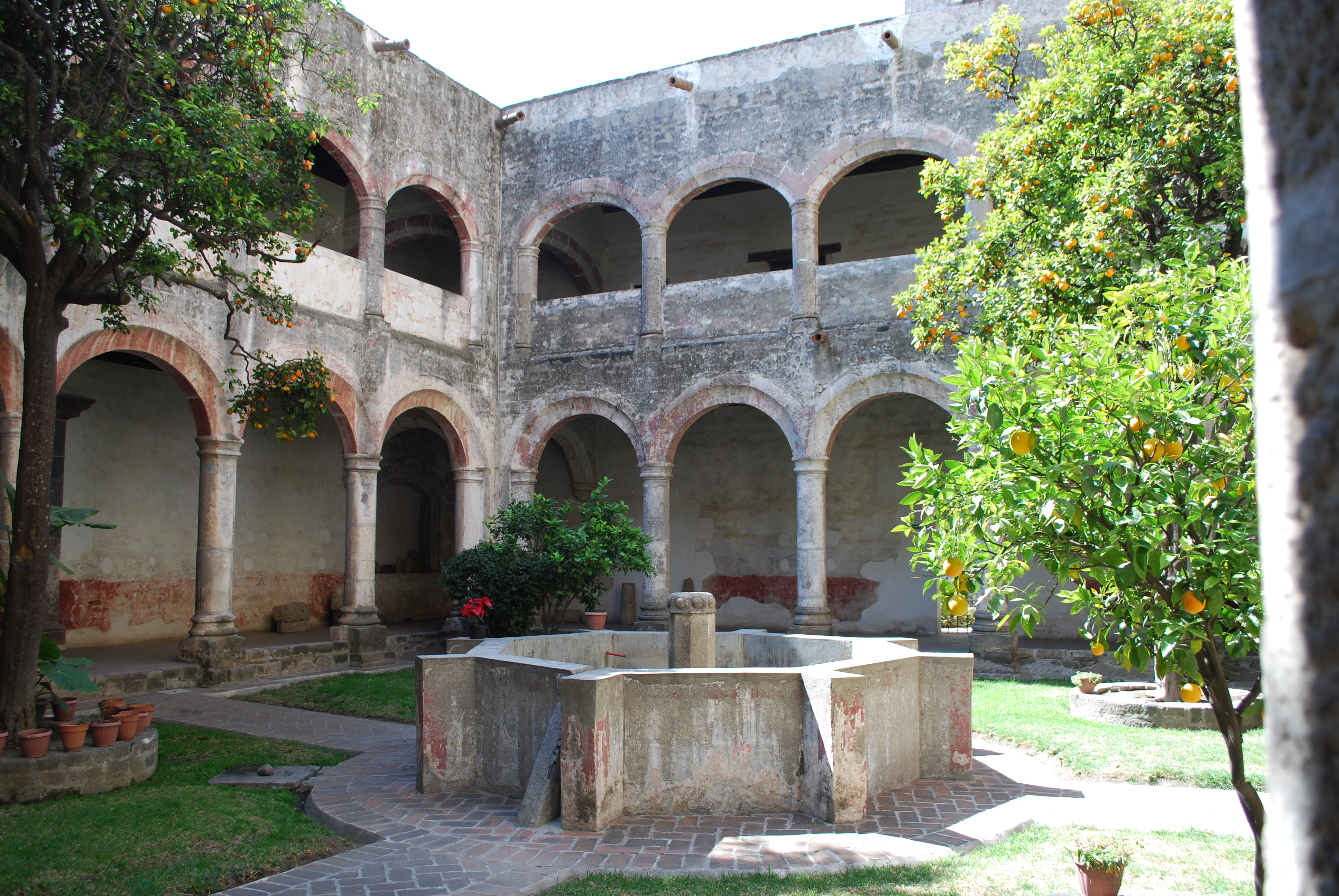
Музеєфікований монастирський дворик
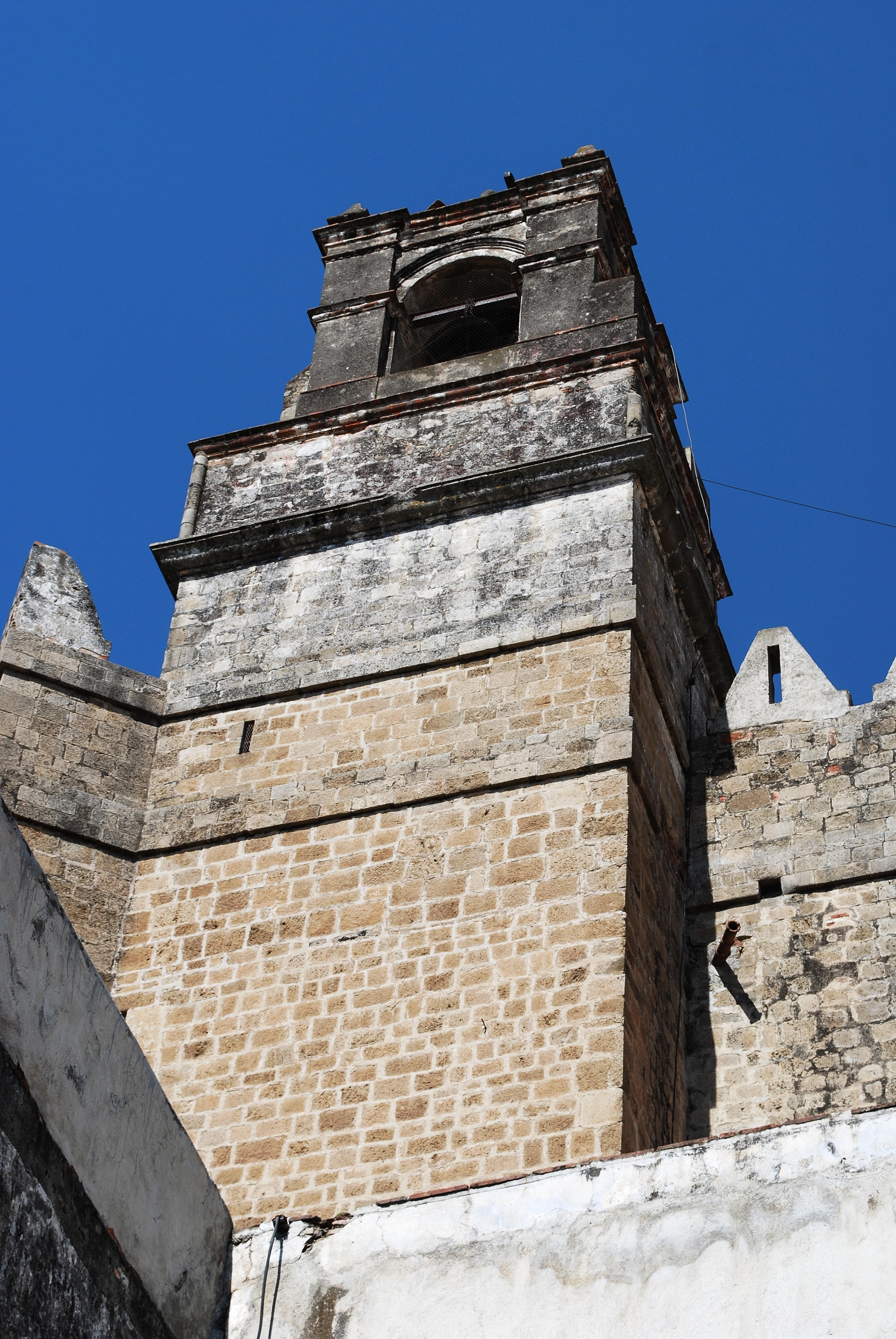
Монастирська дзвіниця
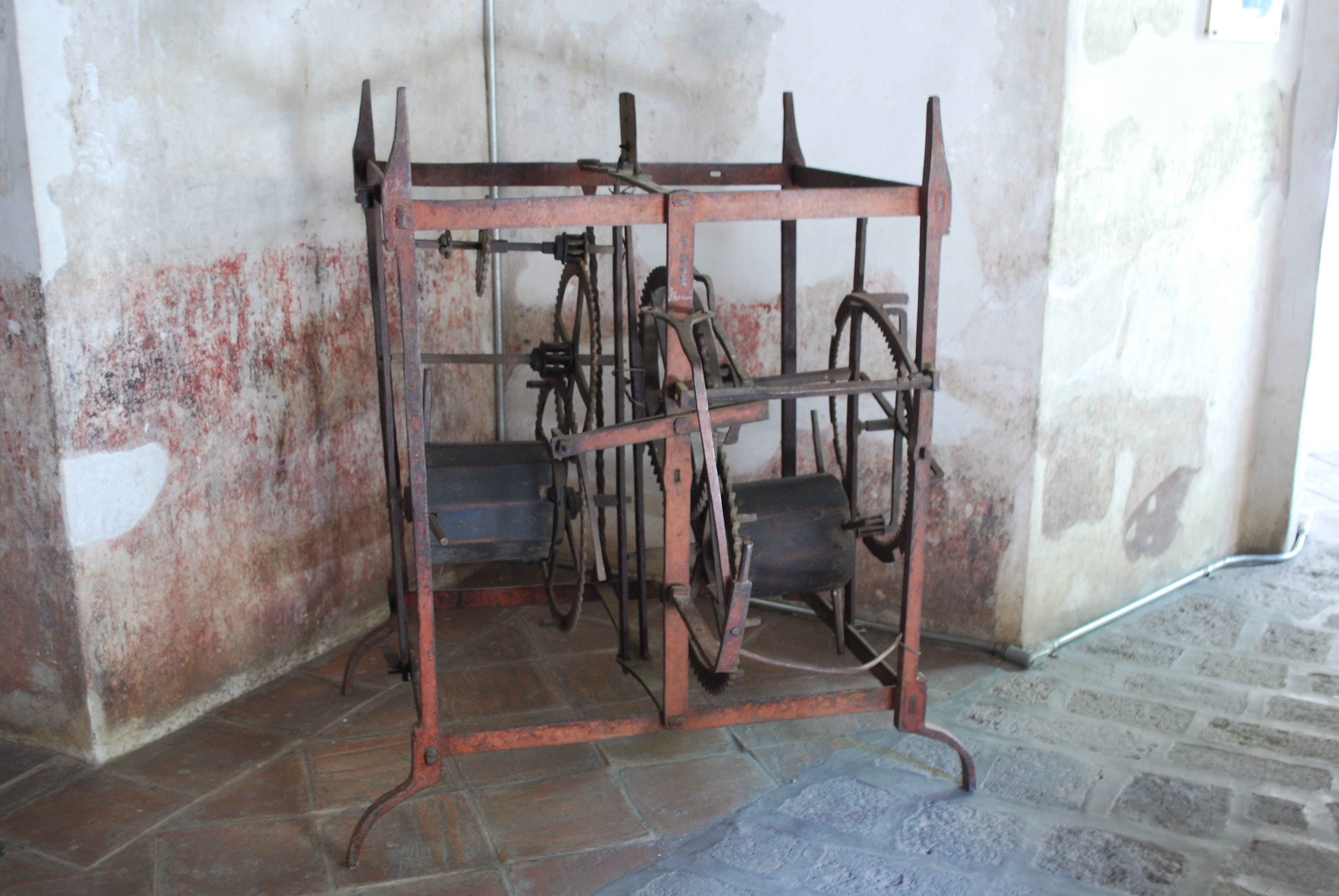
Колишній годинниковий механізм
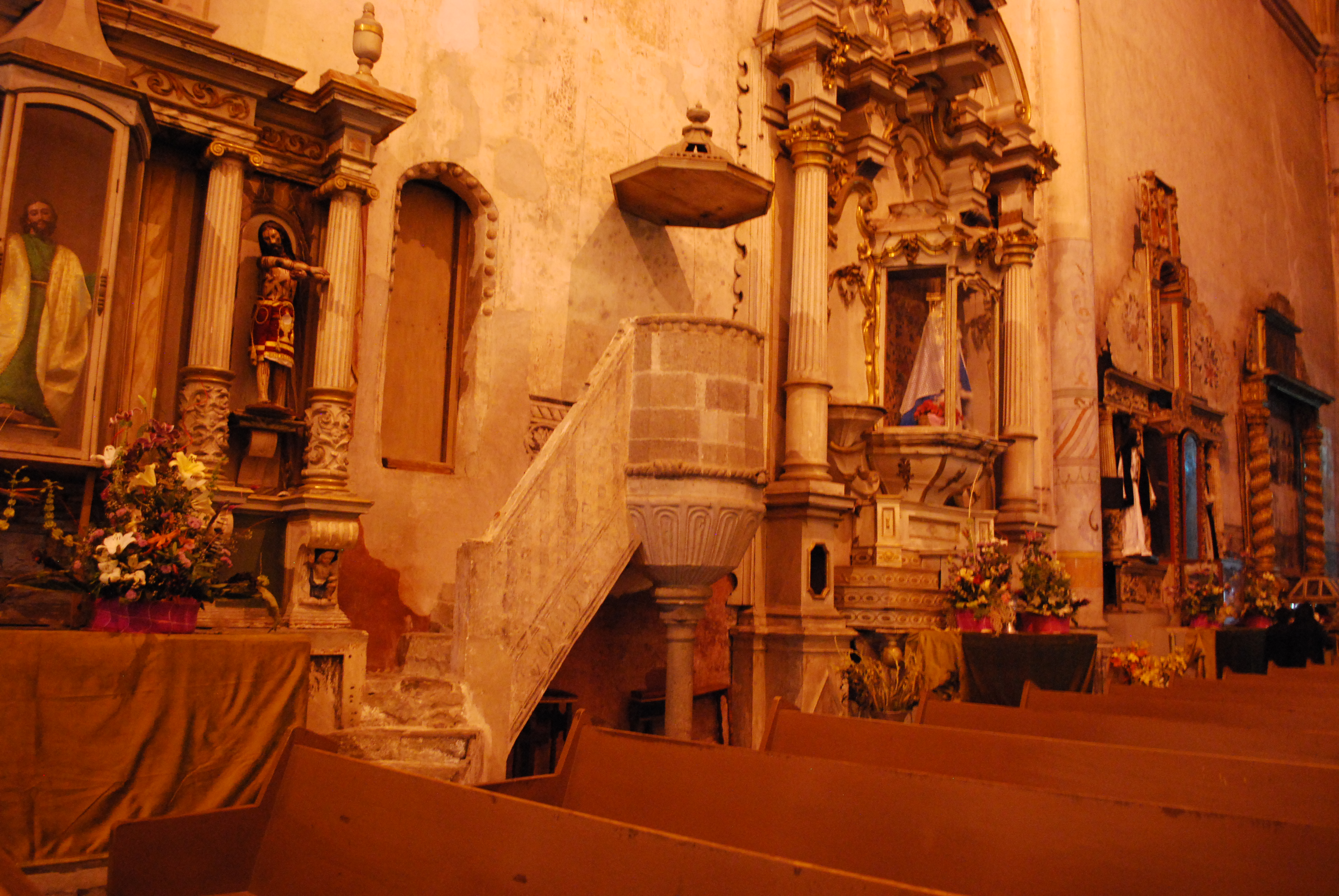
Кам'яний амвон і вівтарі монастиря Михаїла Архангела
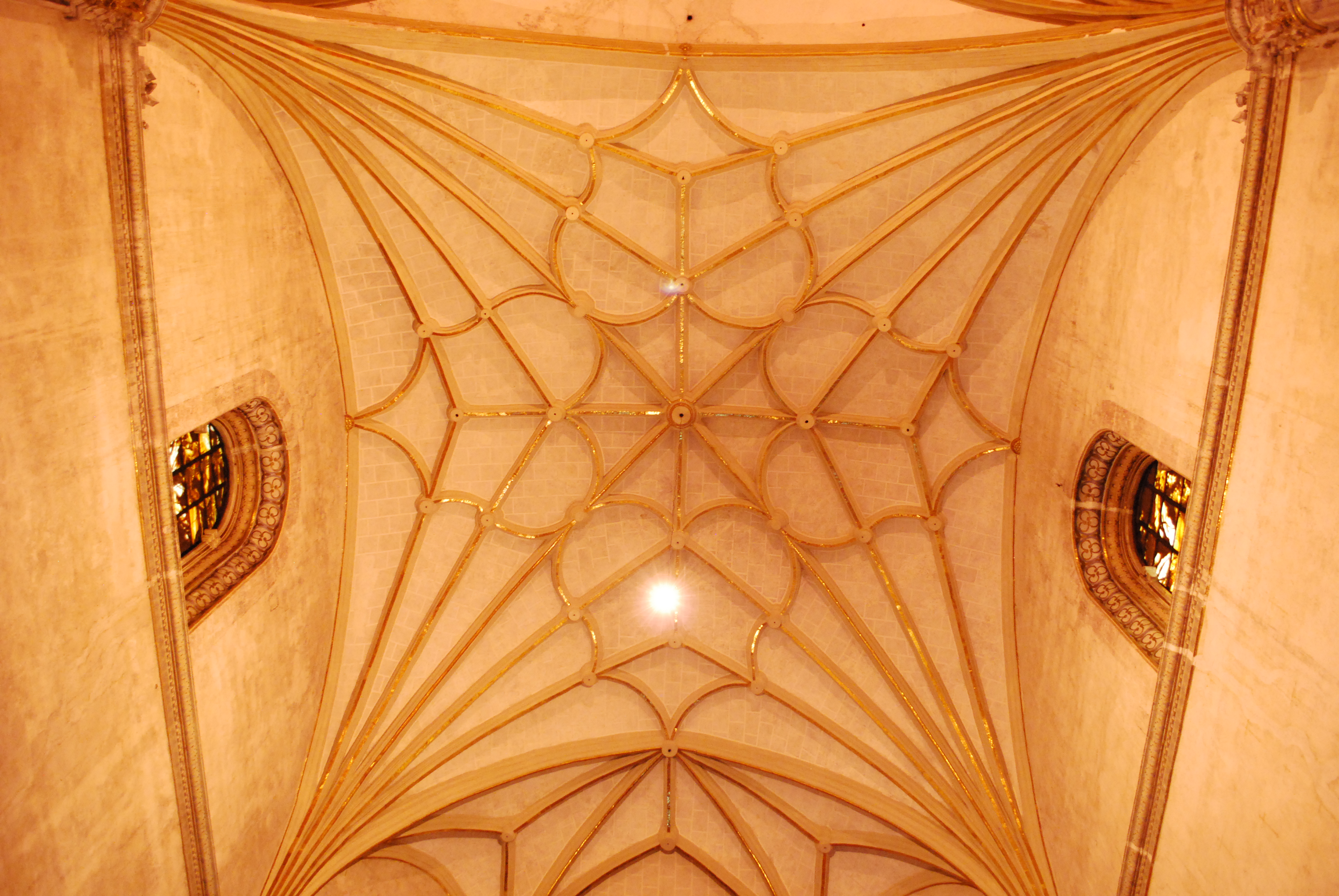
Монастирська церква, готичні склепіння нави
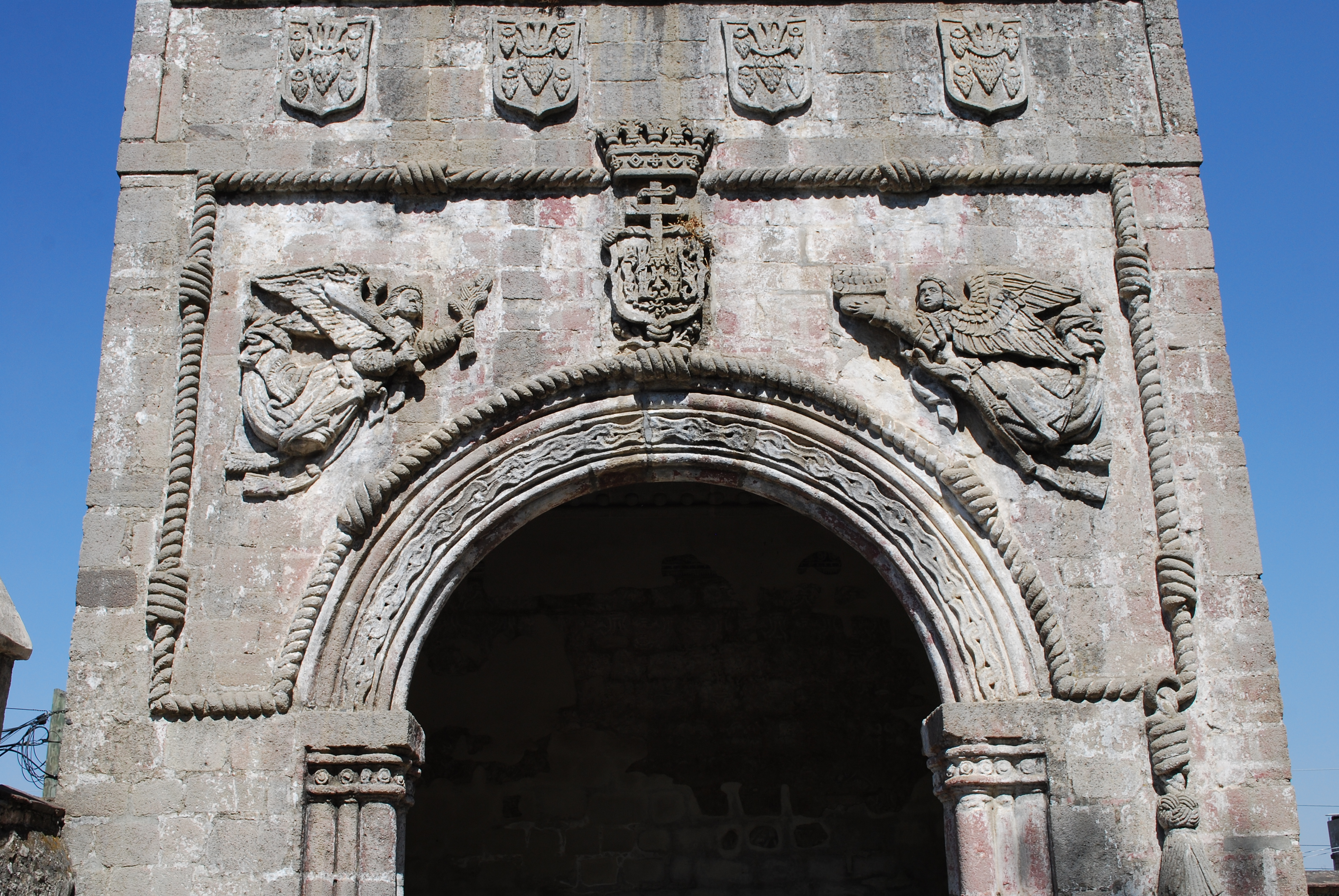
Портал відкритої каплиці, декор із мотузок і янголи

## Музейні приміщення

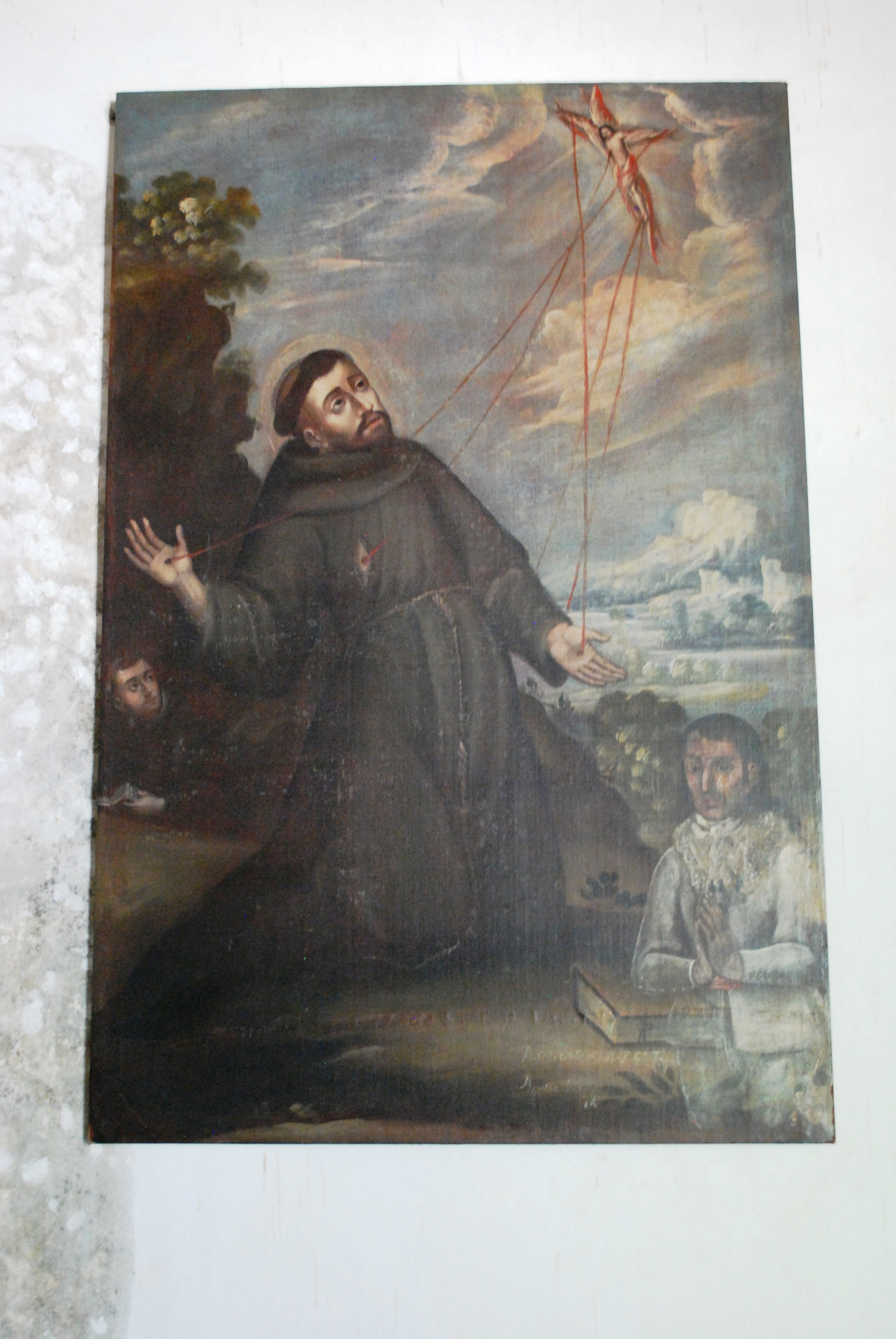
Невідомий художник. «Стигмати Св. Франциска Ассізького»

В приміщеннях колишнього монастиря розгорнуто експозиції музею євангелізації. Музеєфіковані приміщення дворика, облямованого аркадами, монастирської кухні, показані меблі типової келії францисканського ченця. Музей має зразки провінційного живопису та розфербованої дерев'яної скульптури невідомих майстрів.

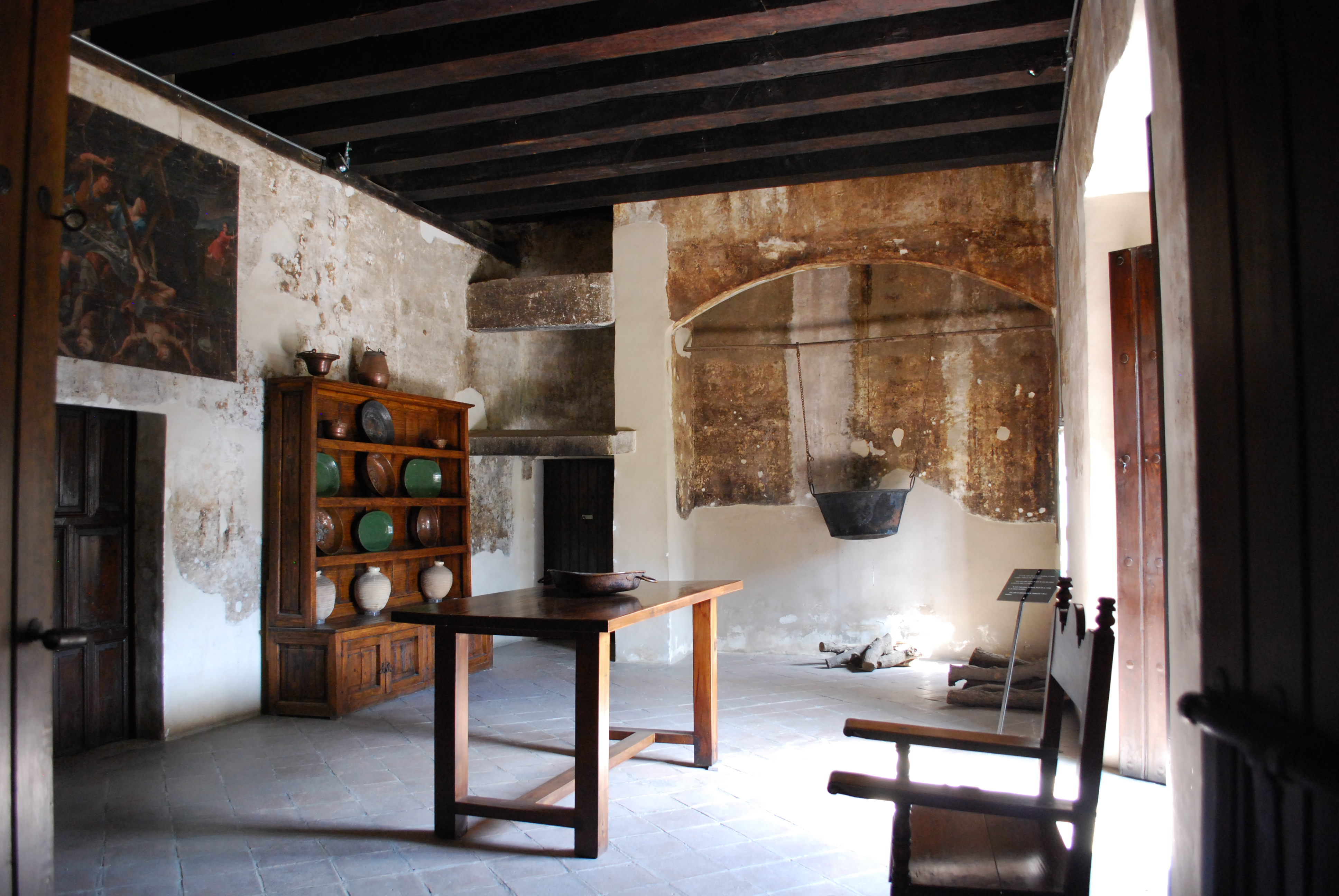
Кухня францисканського монастиря
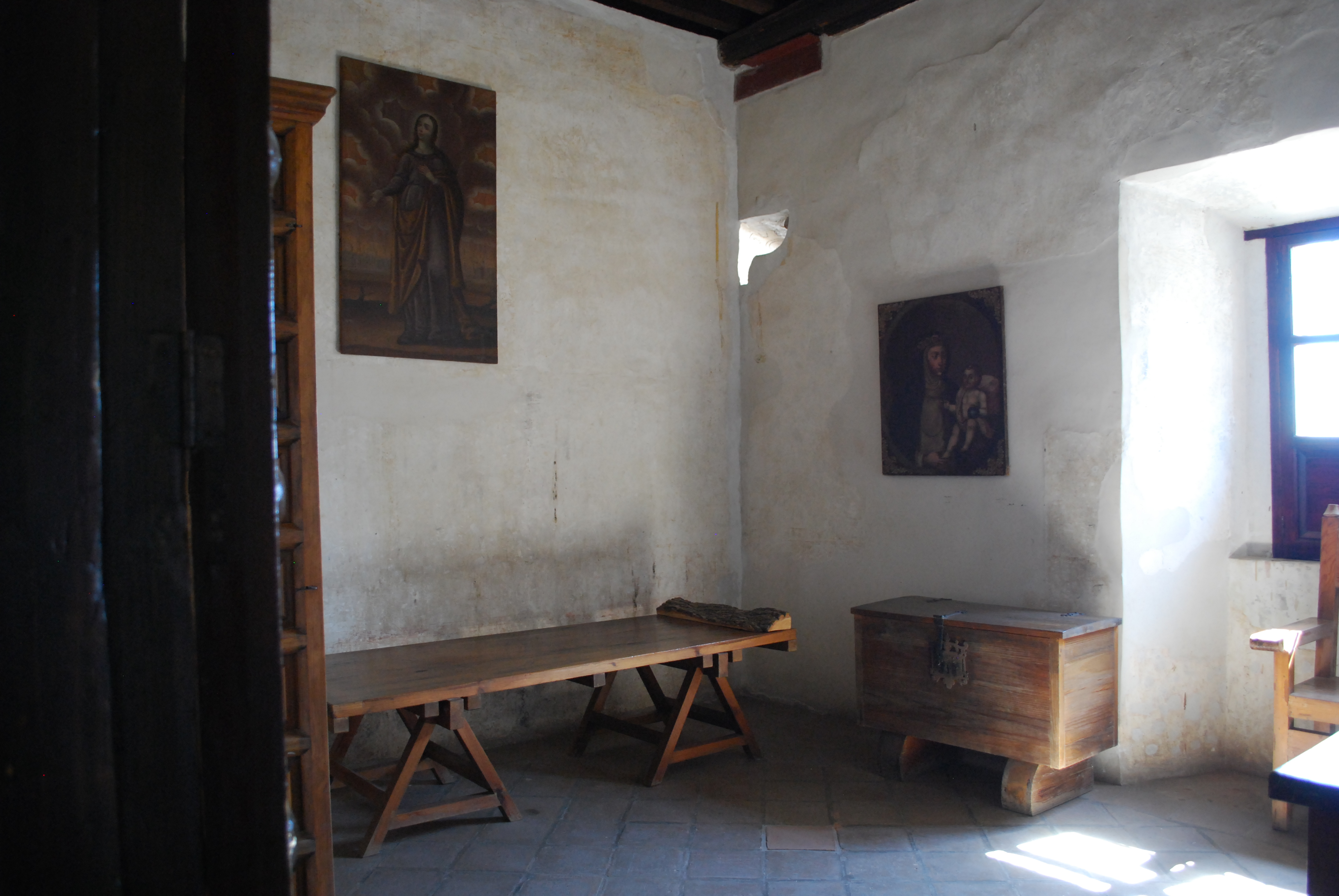
Музеєфікована келія ченця-францисканця
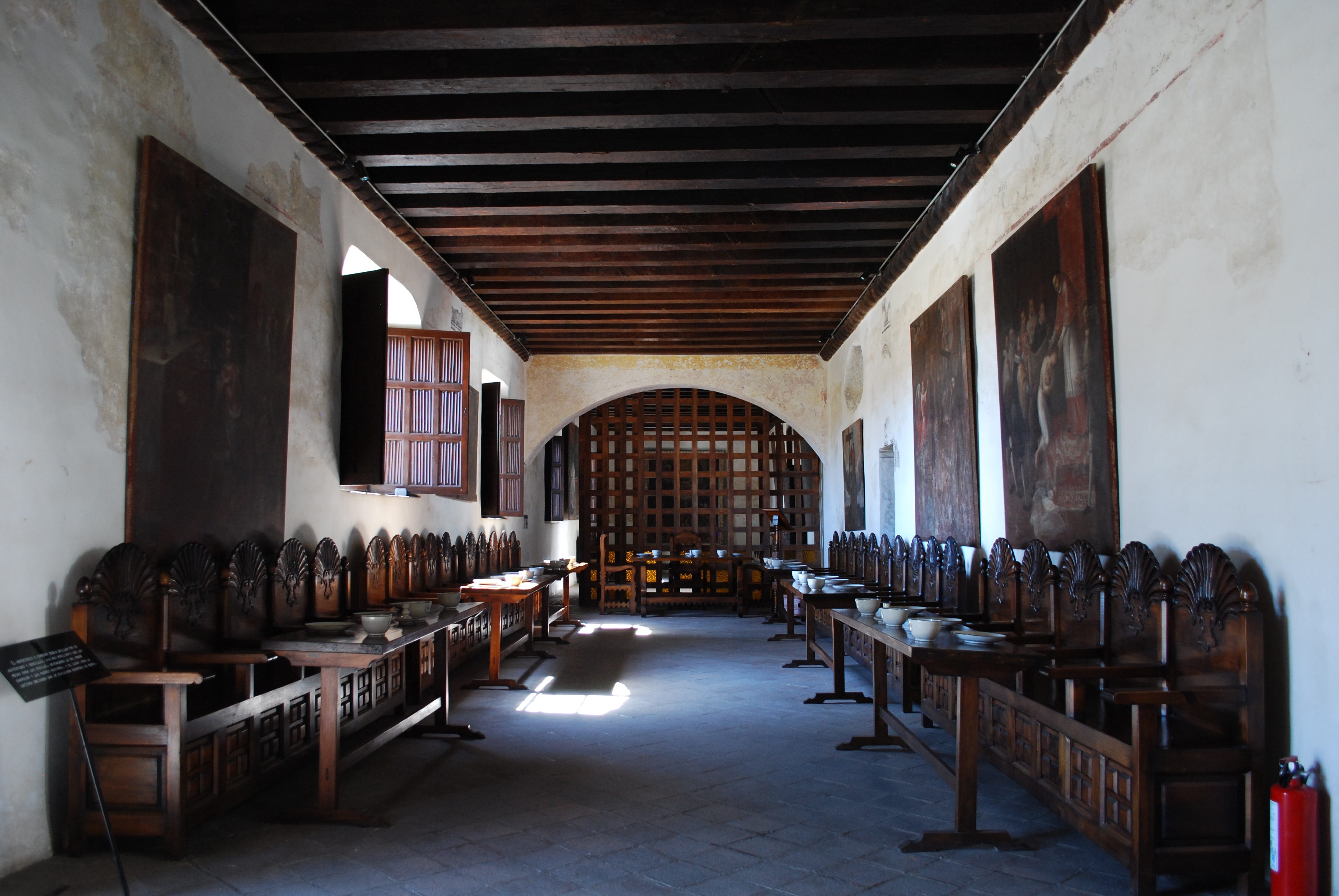
Музеєфікована монастирська ідальня
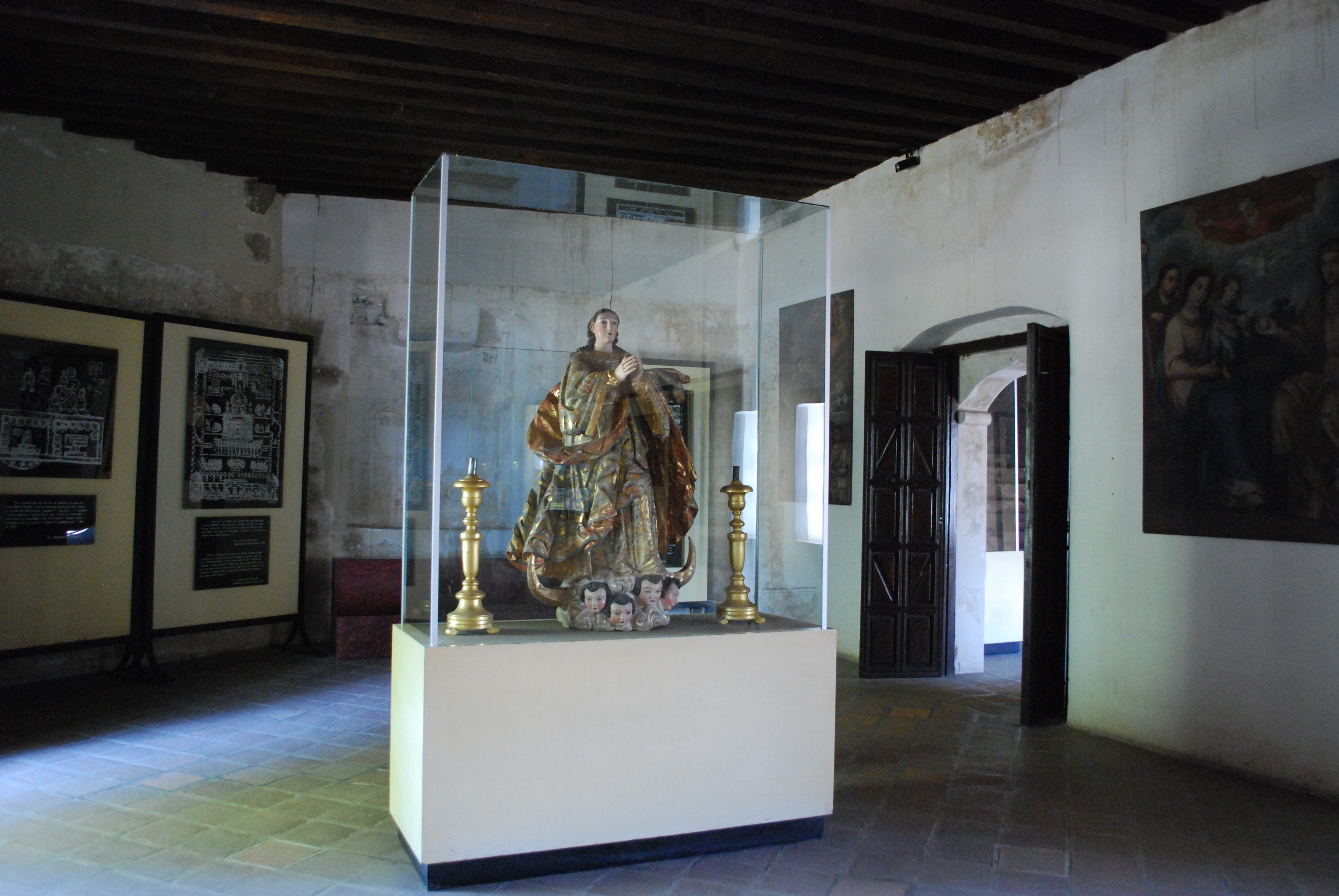
Зала музею.

### Стінописи і фрески францисканців XVI ст.

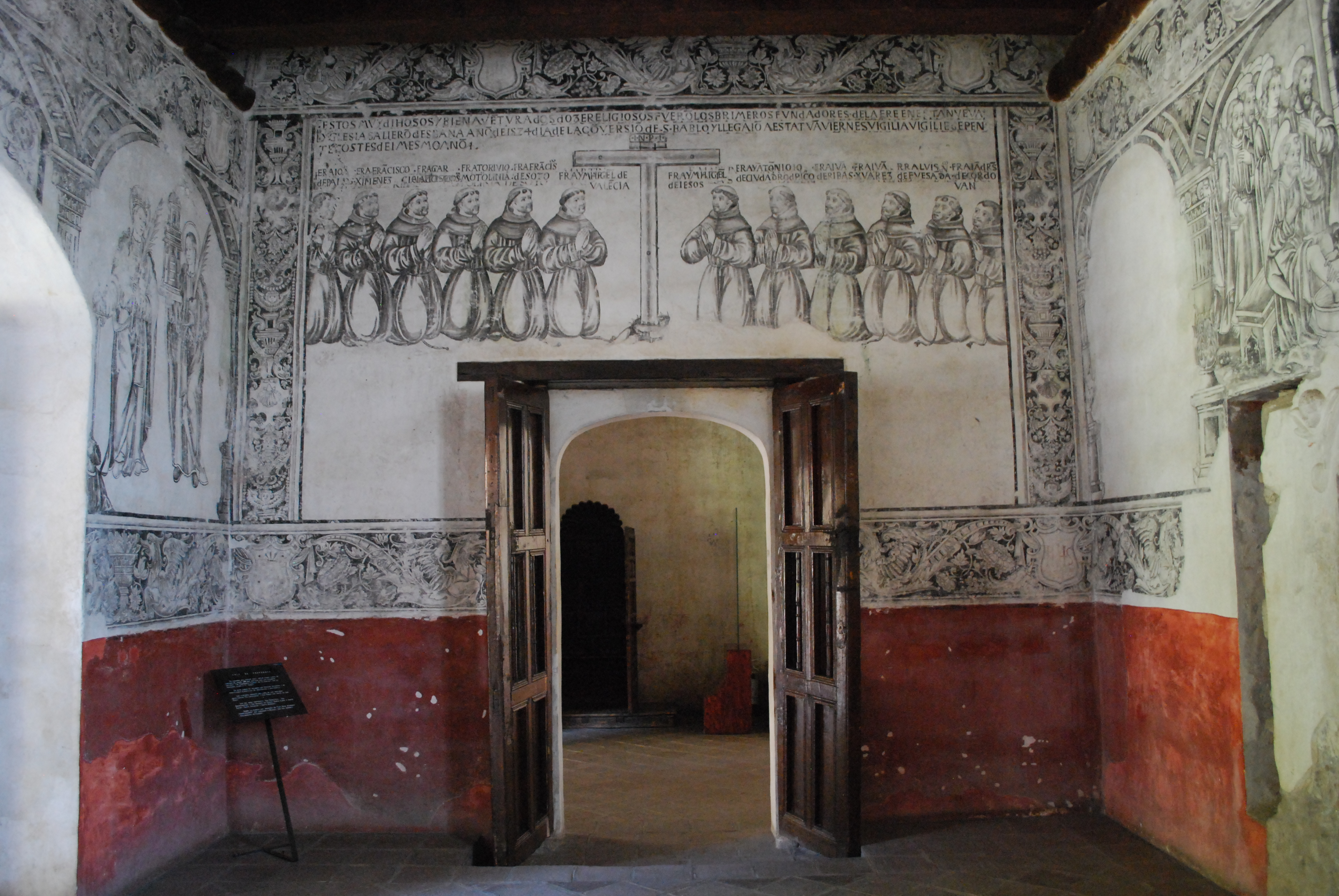
Дванадцять францисканців біля хреста, стінопис XVI ст., штат Пуебла

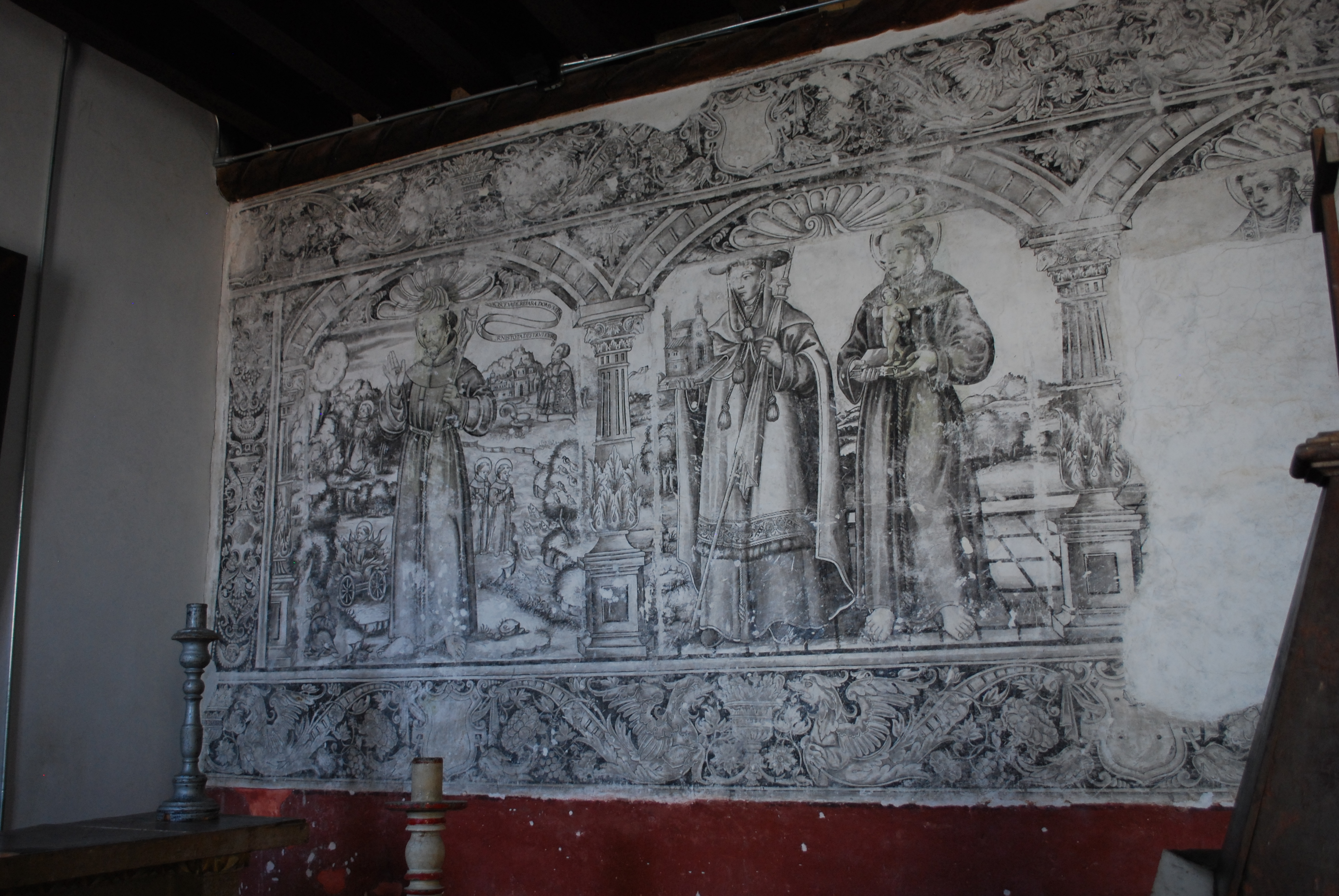
Чорно білі фрески «Св. Франциск Ассізький, Св. Банавентура і Антоній Падуанський», монастир в Уєхоцинго

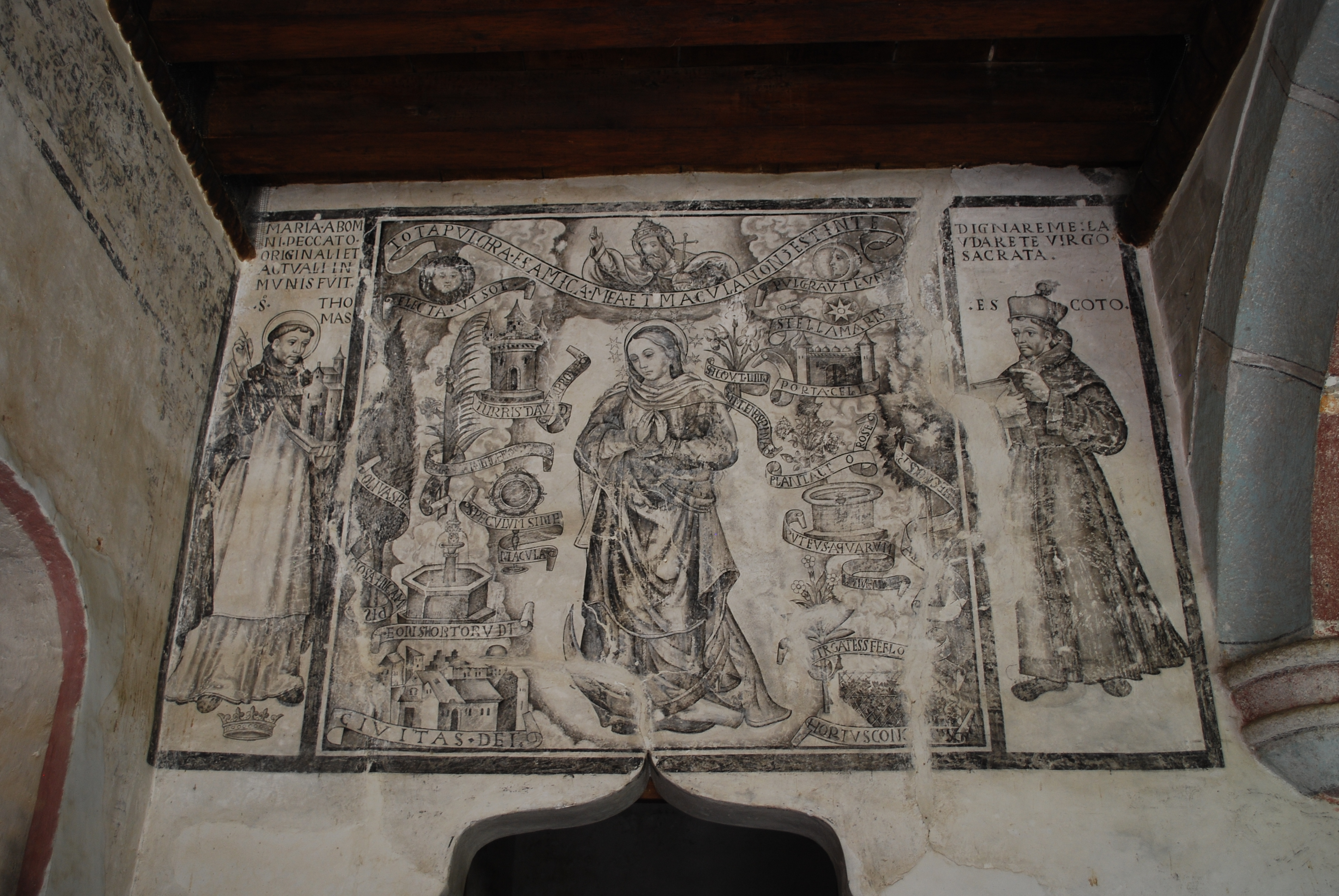
Чорно біла фреска з богородицею, монастир Михаїла Архангела в Уєхоцинго.
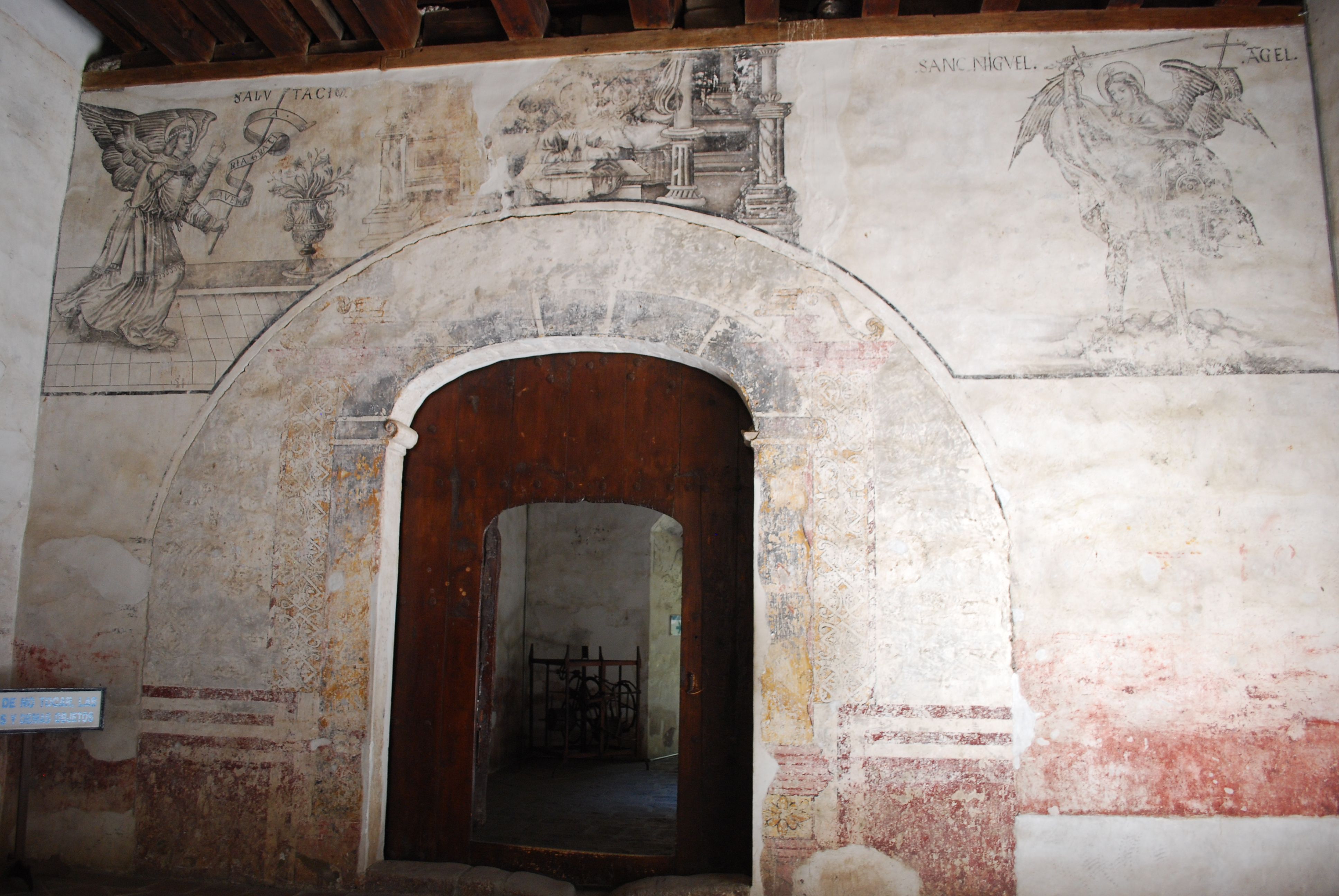
Залишки стінопису «Благовіщення» та Архангелом Михаїлом, штат Пуебла.
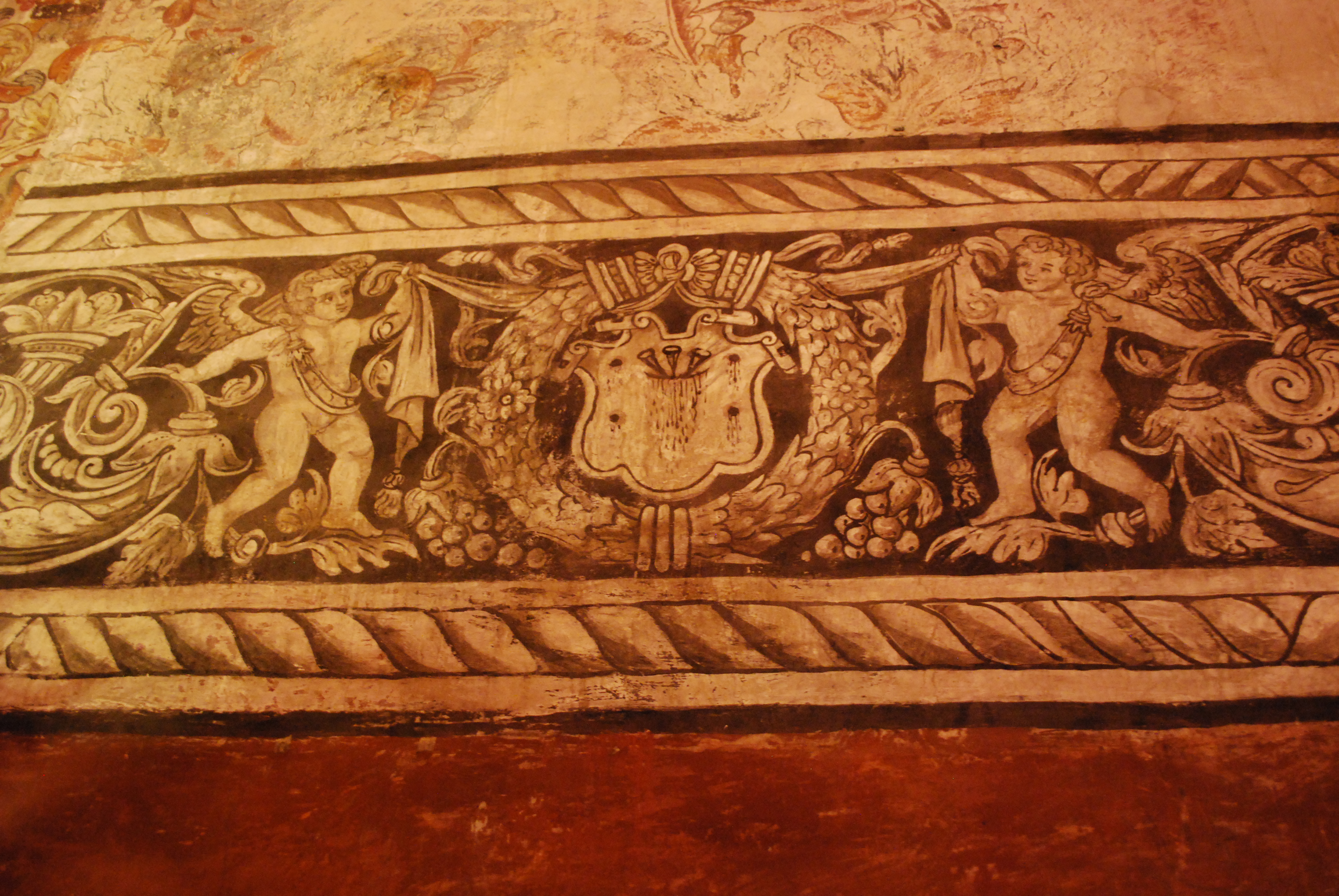
Імітація килима XVI ст. Стінопис церкви монастиря Архангела Михаїла, Уєхоцинго, штат Пуебла.
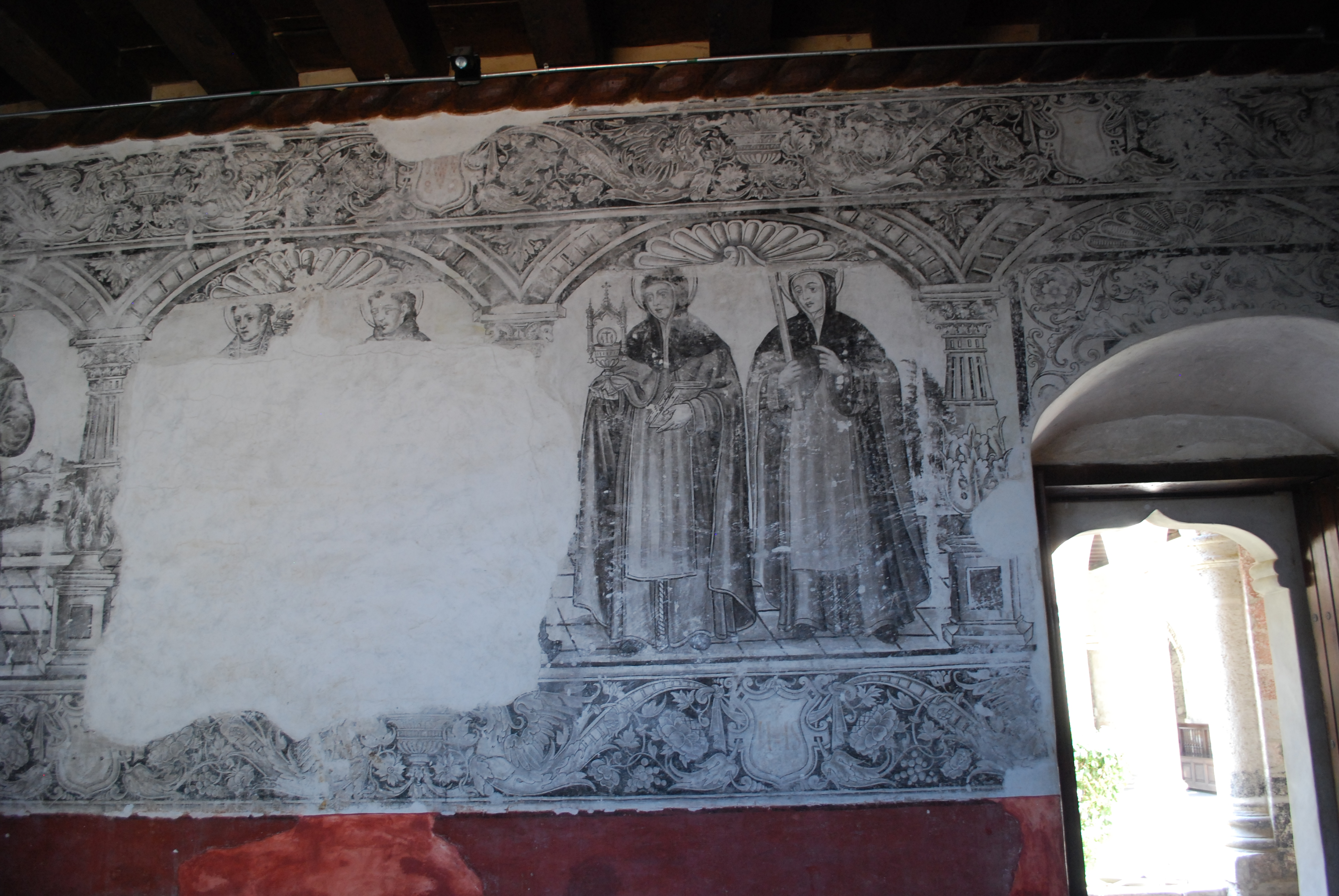
Залишки чорно білих стінописів із зображенням чотирьох св. жінок, монастир Михаїла Архангела в Уєхоцинго.

Внутрішні мури монастиря випадково зберегли старовинні стінописи, виконані в чорно білій манері, що нагадували книжкові ілюстрації. Серед них — і зображення дванадцяти ченців-францисканців, котрі наважились першими перетнути океан і прибули в Мексику. Новоприбульців вітав сам Ернан Кортес, що розцінили як ознаку благочестя і перевагу ордену францисканців. Дванадцять ченців-францисканців були місцевими героями і зафіксовані на декількох стінописах.
Стінописи створені щонайменше в два етапи. Найгірше збереженими виявилися багатоколірні, фарби яких осипались. Мексиканський художник Хорхе Гонсалес Камарена (1908—1980) ще 1932 року отримав замову на реставрацію стінописів у монастирі францисканців другої половини XVI століття в Уєхоцинго, штат Пуебла. Забруднені і затерті, в чорно білій манері, частково повністю знищені, вони відкрили молодому митцю-початківцю історію старовинного мистецтва. Захоплення пам'яткою другої половини XVI ст. привело митця до висновку, що тут разом із новоприбульцями із Іспанії працював і індіанський художник (ацтек ?) Маркос Капіктлі, перехрещений в католика. Реставрація стінописів розтяглася на три роки.